# Rochebaudin
Rochebaudin település Franciaországban, Drôme megyében. Lakosainak száma 119 fő (2022. január 1.). Rochebaudin Dieulefit, Eyzahut, Félines-sur-Rimandoule, Le Poët-Laval és Pont-de-Barret községekkel határos.

## Népesség
A település népessége az elmúlt években az alábbi módon változott:
| Lakosok száma | 106  | 74   | 69   | 120  | 120  | 121  | 121  | 122  | 125  | 119  |
|               | 1968 | 1982 | 1990 | 2006 | 2013 | 2015 | 2017 | 2019 | 2020 | 2022 |